# シルウィアヌスの指輪

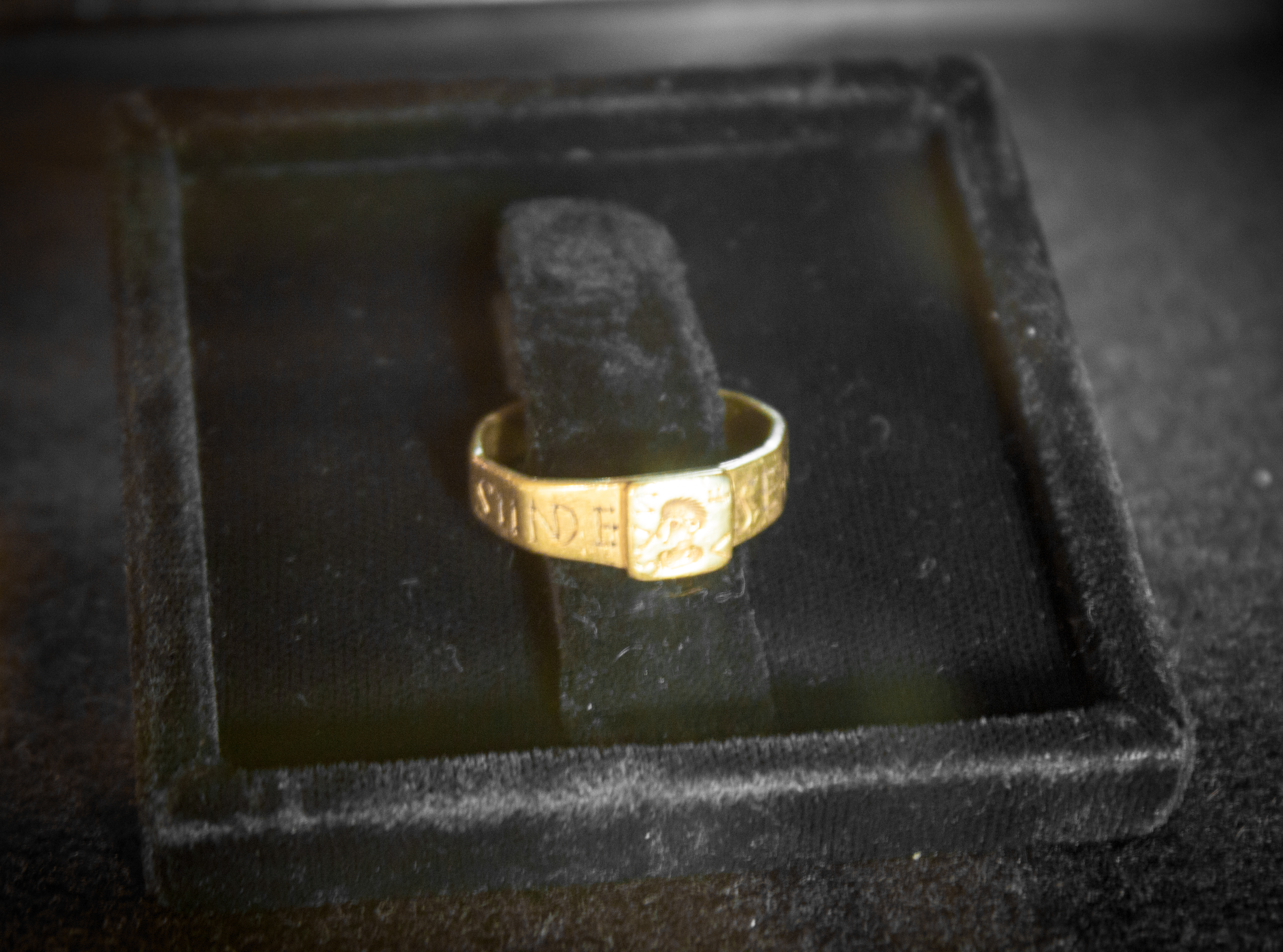
シルウィアヌスの指輪

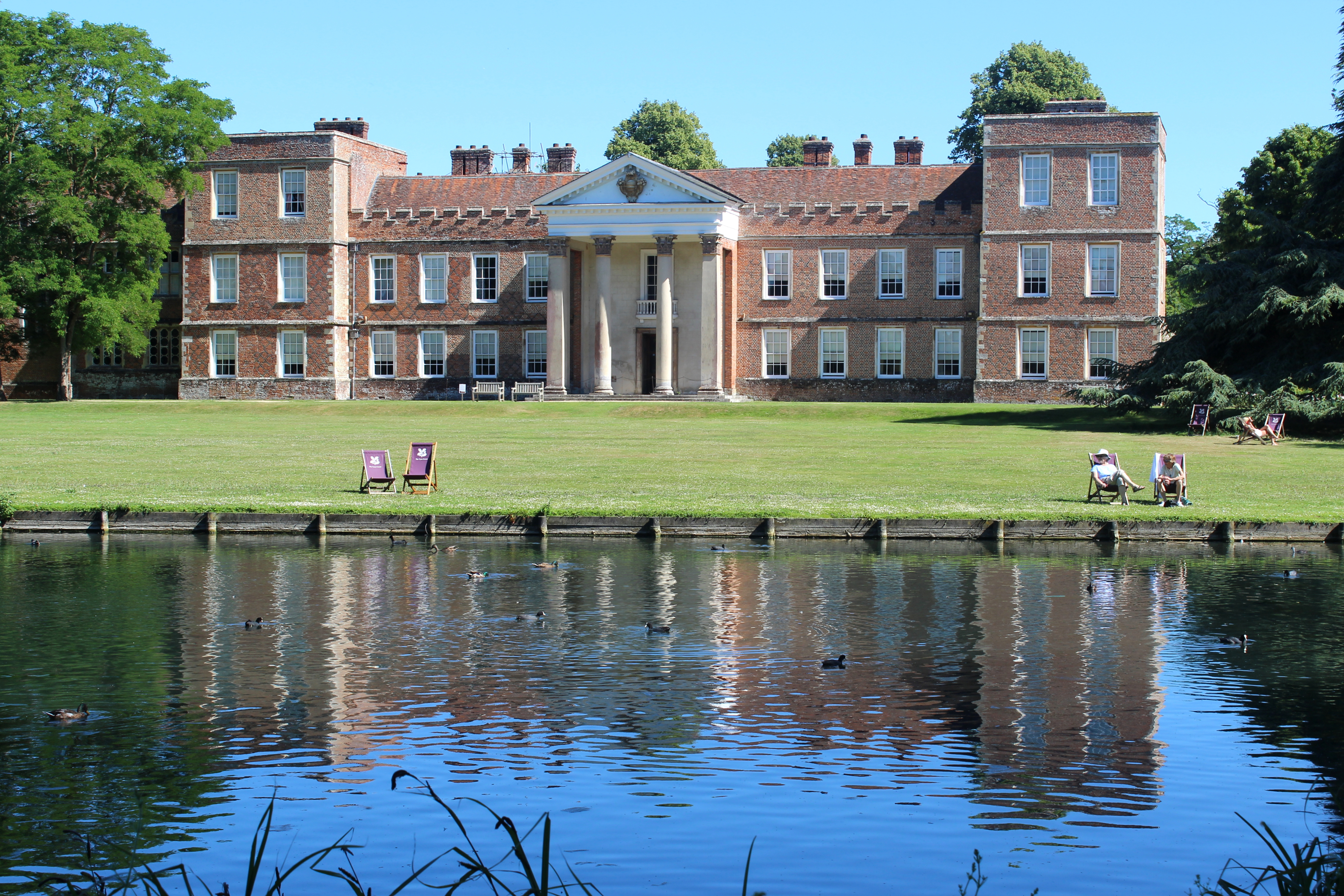
ザ・ヴァイン。現在ではナショナルトラストが管理・所有している

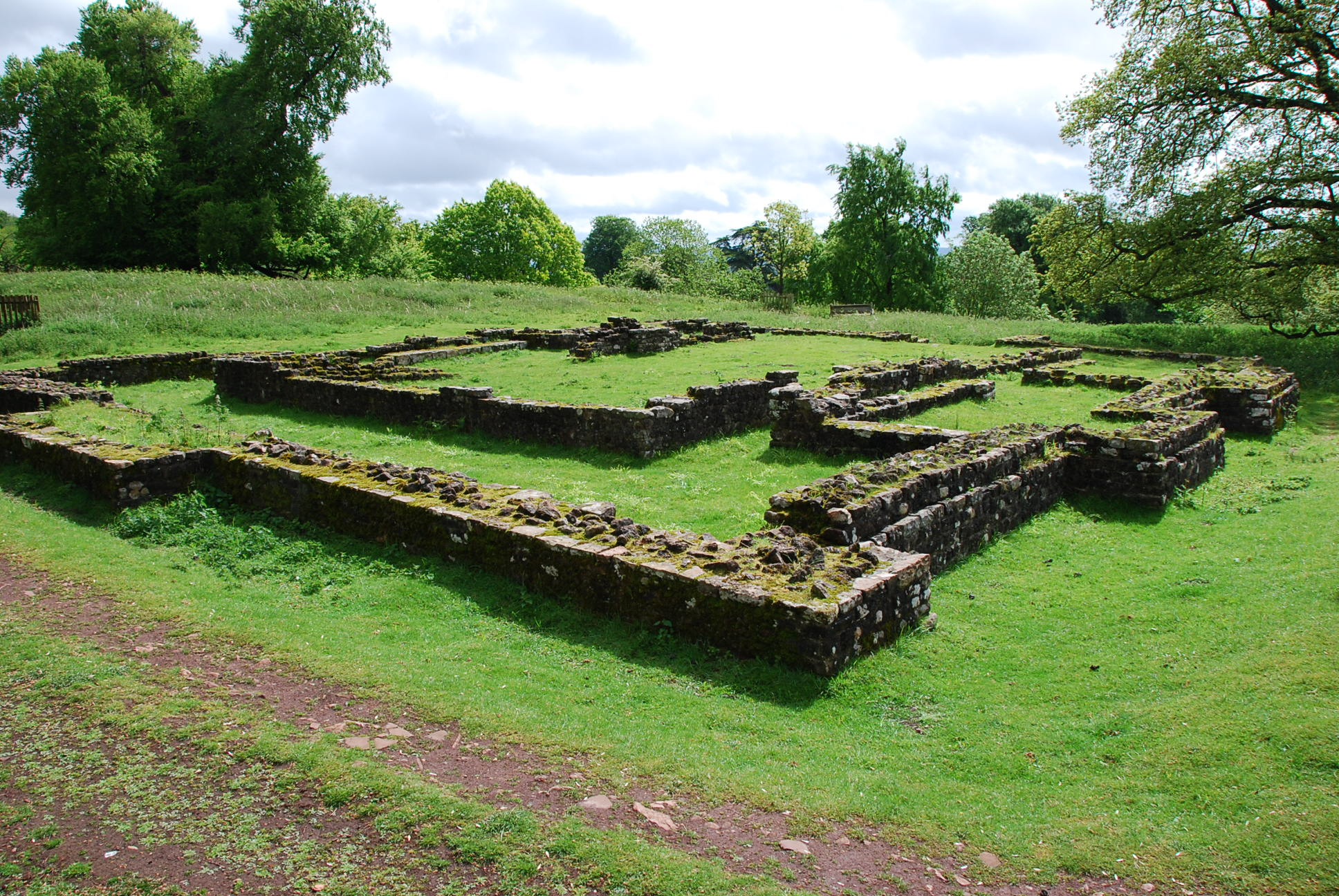
リドニー公園内ノーデンスの神殿跡

シルウィアヌスの指輪 (英語: Ring of Silvianus) 、あるいはザ・ヴァインの指輪 (英語: the Vyne ring) は、4世紀ごろに作られたとみられる黄金製の指輪。帝政ローマの属州時代のブリテン島（ブリタンニア属州）で行われていた異教信仰の痕跡を残す遺物であり、またJ・R・R・トールキンが自身の創作の中に登場させた「一つの指輪」のモデルであった可能性のある品でもある。「シルウィアヌス」(Silvianus) はこの指輪の本来の持ち主とされる人物の名であるが、この指輪に名前が刻印された人物「セニキアヌス」(Senicianus)に指輪を盗まれたと考えられる。

## 指輪の外観
シルウィアヌスの指輪は大部分の指輪より大きく、内径は25ミリメートル、重さは12グラムである。この大きさから、親指に手袋の上から嵌めるための指輪であると考えられている。指輪は10角形であり、ヴィーナスの横顔を彫った四角のベゼルが設けられている。ヴィーナスの横顔の後ろには"VE"、前には"NVS"（VENVS（ウェヌス）。すなわちヴィーナス）と鏡文字で刻まれている。この指輪はおそらく印台リングであり、印章として用いたときは鏡文字の VENVS は正しい向きで印字される。
指輪の外側には "SENICIANE VIVAS IIN DE"と刻印されているが、これはほぼ間違いなく後から刻まれた物である。この刻印の文面は「セニキアヌスよ、そなたが神（と共）に生きんことを」というキリスト教徒の一般的な詠嘆表現を意味している。二種類の刻印はこの指輪に二人の所有者がいたことを示している。最初の所持者は非キリスト教徒であり、その次の所有者はキリスト教徒であるセニキアヌスである。

## 歴史
この指輪は1785年、ハンプシャー州シルチェスター付近の耕作地で発見された。シルチェスターの起源はローマ帝国時代に遡るため、この他にも数多くの考古学的発見がされる土地であった。その後ハンプシャーに居所（カントリー・ハウス）のザ・ヴァインを構えていたチュート家の所有物となったのち、現在はナショナル・トラストが保有している。
発見された指輪がどのようにザ・ヴァインにもたらされたのかは不明であるが、この指輪を見つけた農夫が当時ザ・ヴァインを所有していたチュート家に売ったものだと推定される。この根拠として、チュート家が歴史や遺物に関心を抱いていたことが挙げられる。
1888年には当時指輪を所有していたチュート家のシャロナー・チュートがザ・ヴァインの沿革にこの指輪についても記している 。
19世紀初頭、ザ・ヴァインから130キロメートル離れたリドニーにある、ケルトの治療の神ノーデンスの神殿跡で呪詛板、あるいは「デフィキシオ」(ラテン語: defixio)として知られる種類の鉛の銘板が発見された。銘板の碑文には次のような呪いの言葉が含まれていた。

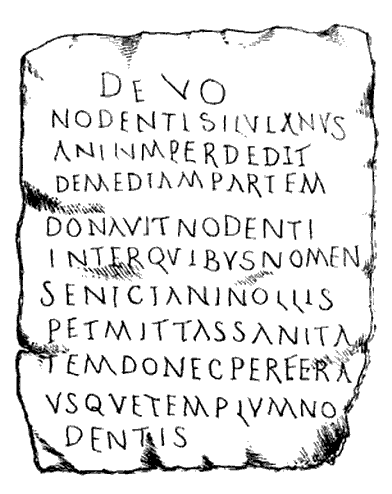
ノーデンスの神殿跡で発見された呪詛板

後にリドニーの史跡の発掘を指揮することになる考古学者モーティマー・ホイーラーは1929年、指輪と呪いの板に共通して「セニキアヌス」という名前が現れることに気が付き、二つの「セニキアヌス」の名を関連付けた（ただしゲイジャーによればこのセニキアヌスの同一性はあくまで可能性にすぎない）。ホイーラーはオックスフォード大学の古英語の教授であったトールキンに、呪いの板で言及された「ノーデンス」の名の語源の調査を依頼した。    
近年までこの指輪はザ・ヴァインの図書館にしまいこまれていたためほとんど知られていなかったが、2013年4月にはこの指輪の展示会がザ・ヴァインで行われ、初めて一般に公開された。トールキン学会の協力のもとに設営された「指輪の間」の中には回転する展示ケースに納められたシルウィアヌスの指輪、『ホビットの冒険』の初版、呪詛板のレプリカなどが展示された。

## トールキンとの関係
トールキンの作品に登場する指輪「一つの指輪」は、『ホビットの冒険』と『指輪物語』の中で重要な意味合いを持っている。トールキンのレジェンダリウムにおいて「一つの指輪」は冥王サウロンによって中つ国の住民を隷属させるために作られた。
ホイーラーはチュート家と懇意にしていたため、彼が呪いの板に刻まれたノーデンスの名についてトールキンと討論した際にシルウィアヌスの指輪についても言及したという仮説が立てられており、この指輪と呪いの組み合わせはトールキンに『ホビットの冒険』と『指輪物語』における「一つの指輪」の着想を与えた可能性が考えられる。トールキンの作品の材源となったのはニーベルングの伝説群のような文献資料であると考えられてきたため、トールキン学会のリン・フォレスト=ヒルはトールキンと呪いの碑文を結び付ける物的証拠であるシルウィアヌスの指輪が発見されたことに喜びを表明している。
ノーデンス神殿が建てられた丘は「ドワーフの丘」と呼ばれる鉄器時代の砦跡でもあり、こうした側面もまたトールキンの執筆に影響を及ぼしたと考えられている。